# Brazzeina

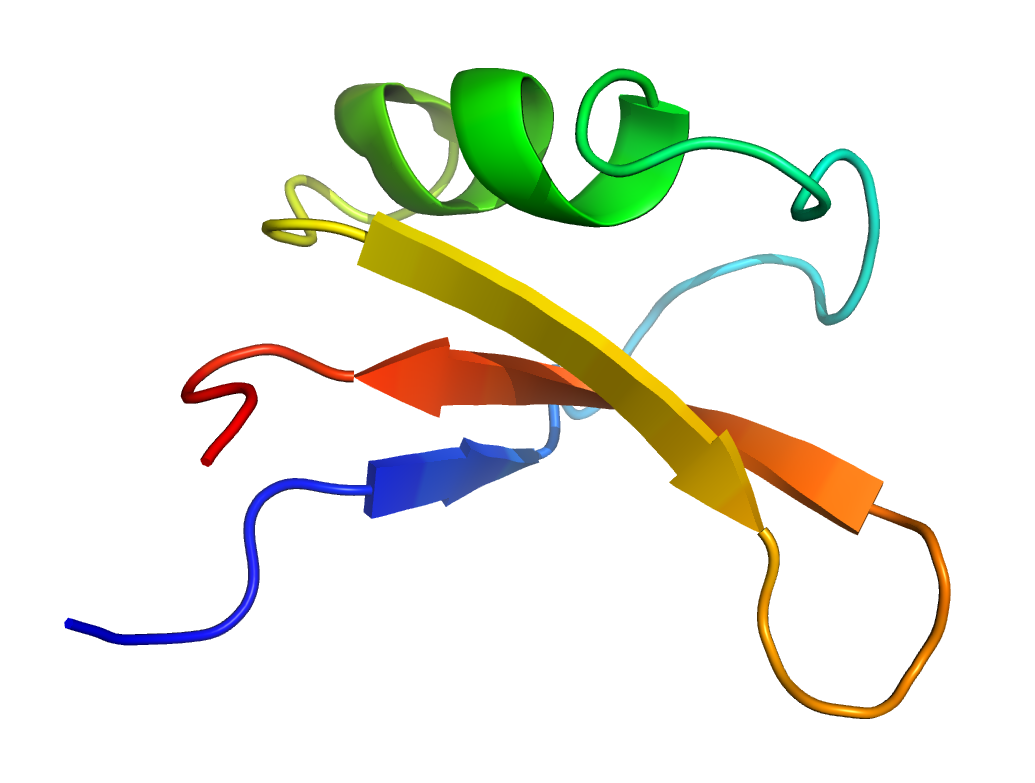
Struktura krystaliczna brazzeiny

Brazzeina – białko o słodkim smaku występujące w owocach Pentadiplandra brazzeana. Odkryte i wyizolowane po raz pierwszy w roku 1994. Cząsteczka brazzeiny składa się z 54 reszt aminokwasowych z czterema wewnętrznymi wiązaniami disiarczkowymi. Masa cząsteczkowa białka wynosi 6473 Da. Odczucie słodyczy jest 500-2000 razy większe niż dla sacharozy. Wpływ na receptory zachowany jest nawet, gdy białko zostanie poddane działaniu wysokiej temperatury. 4 godziny w temperaturze 80 °C nie powodowały utraty właściwości.
Brazzeina jest drugim białkiem o słodkim smaku wykrytym w owocach Pentadiplandra brazzeana. Pierwszym była pentadyna. W dojrzałych owocach brazzeina stanowi 0,2-0,5% wagowych. Słodkość białka została określona jako 500 razy wyższa niż 10% roztwór sacharozy i 2000 razy wyższa niż roztwór 2%. Mechanizm interakcji cząsteczki białka z receptorem smaku T1R2-T1R3 nie został w pełni wyjaśniony. 

## Wykorzystanie
Owoce Pentadiplandra brazzeana stosowane są przez mieszkańców Gabonu i Kamerunu, gdzie rośnie roślina, jako środek słodzący w postaci surowej lub przetworzonej dodawany do żywności i napojów. Uzyskano również zmutowaną wersję białka, dwukrotnie słodszą niż białko istniejące w roślinie. Brazzeina jest potencjalną substancją słodzącą do zastosowania w przemyśle spożywczym. Rekombinowaną brazzeinę udało się wytworzyć przy udziale Escherichia coli oraz kukurydzy zwyczajnej.